# Totala solförmörkelser över Sverige

Solförmörkelse av Bengt Nordenberg (1851)

Totala solförmörkelser synliga i delar av Sverige har observerats sedan 1700-talet, senast 1954. Nästa totala solförmörkelse som kan ses i Sverige är beräknad till den 16 oktober 2126 och därefter den 3 juni 2133 – båda i Norrland.

## Bakgrund
En solförmörkelse inträffar när månen passerar mellan jorden och solen, beroende på himlakropparnas vinklar mot varandra skyms solen delvis (partiell solförmörkelse) eller helt (total solförmörkelse) på olika områden på jordytan.

## Historik
Regionala totala solförmörkelser har inträffat tidigare, bl.a. över Stockholmsregionen den 3 maj 1715 (beskriven bl.a. av Johan Lindestolpe). Partiella solförmörkelser inträffar oftare.

### 1715

Månens skugga över Europa år 1715

De första vetenskapliga iakttagelser av en total förmörkelse i Sverige gjorde Johannes Vallerius i Uppsala 3 maj 1715 (gammal stil: 22 april). Det var lite av en slump. Fast Halley hade publicerat en eklipskarta strax innan förmörkelsen, hade  astronomerna i Uppsala inte förväntat totalitet. Detta grämde Olof Hiorter, och han bestämde sig att göra uträkningar inför nästa tillfälle.

### 1733
I maj 1733 inträffade en solförmörkelse som var känd i förväg. Olof Hiorter och Anders Celsius organiserade ett nätverk av präster och lektorer för att samla in observationer. Birger Wassenius upptäckte protuberanser. I Sverige skedde denna förmörkelse kort innan solnedgång.

### 1851
Den 28 juli 1851 inträffade en total förmörkelse i södra Sverige. Den engelska astronomen Airy beskriver hur han såg den vid Överås. Bengt Nordenberg målade en tavla.

### 1896
År 1896 inträffade den totala solförmörkelsen den 9 augusti (beskriven bl.a. av Nils Nordenmark).

### 1914

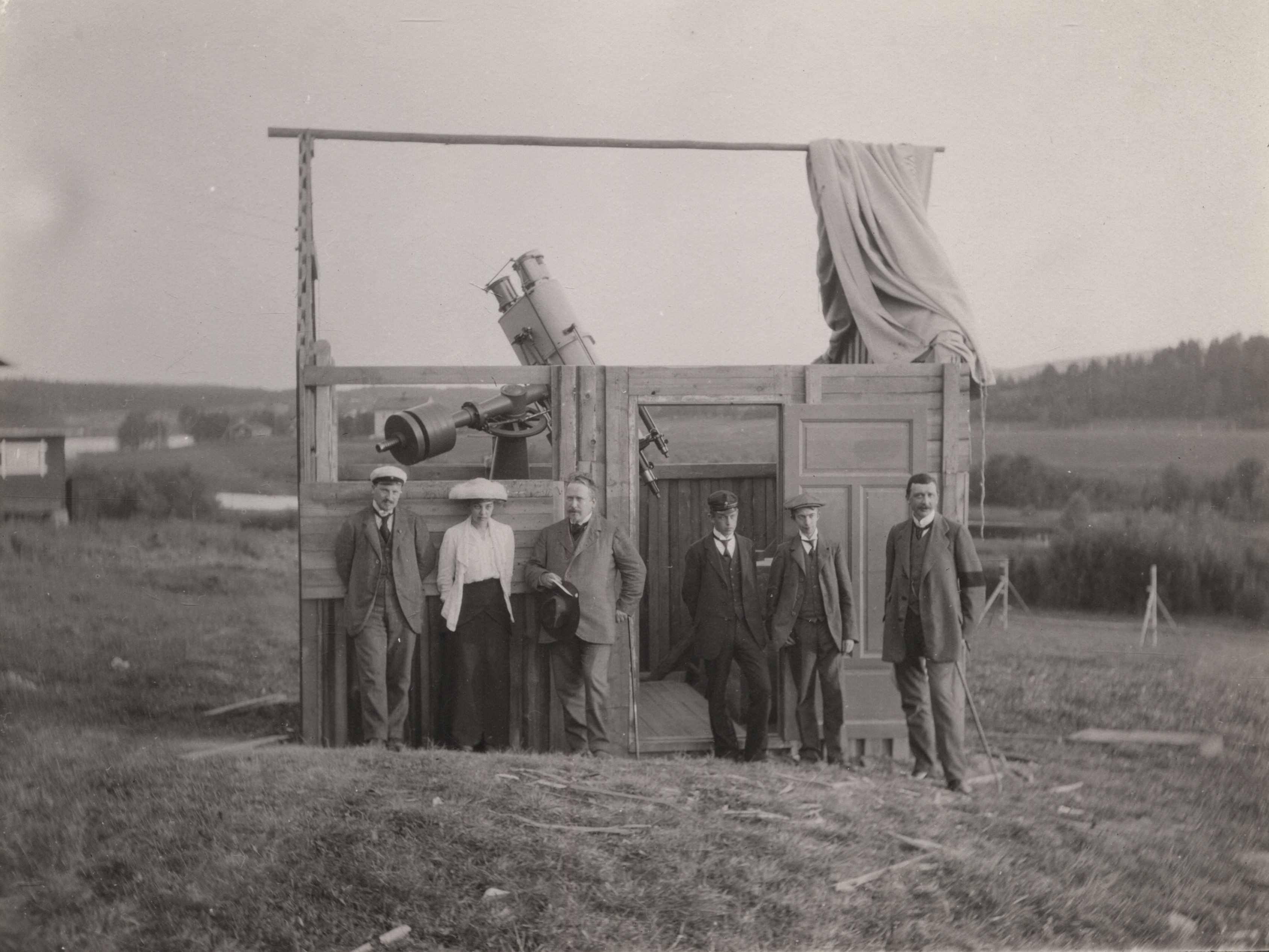
Vetenskapsakademiens solförmörkelseexpedition 1914 i Forse utanför Sollefteå

År 1914 inträffade den totala solförmörkelsen den 21 augusti (beskriven bl.a. av filmbolaget Pathé Frères filial i Stockholm och Vetenskapsakademiens solförmörkelseexpedition under ledning av Knut Lundmark).

### 1927
År 1927 inträffade den totala solförmörkelsen den 29 juni (beskriven bl.a. av filmbolaget Film AB Liberty, Knut Lundmark och en rad dagstidningar).

### 1945
År 1945 inträffade den totala solförmörkelsen den 9 juli (beskriven bl.a. av filmbolaget Sandrew Film & Teater AB, Ansgar Roth samt i en rad dagstidningar).

### 1954
År 1954 inträffade den totala solförmörkelsen den 30 juni (beskriven bl.a. av Sveriges Radio från flera platser och dagstidningar).